# Sergei Wiktorowitsch Predybailow
Sergei Wiktorowitsch Predybailow (russisch Сергей Викторович Предыбайлов; * 1. April 1982) ist ein russischer Handballspieler.
Der 1,90 Meter große und 85 Kilogramm schwere rechte Außenspieler steht bei Sarja Kaspija Astrachan unter Vertrag. Mit diesem Verein spielte er in den Spielzeiten 2006/07, 2008/09 und 2009/10 im EHF-Pokal, 2007/08 in der EHF Champions League und ebenfalls 2007/08 im Europapokal der Pokalsieger.
Sergei Predybailow erzielte in 27 Länderspielen für die russische Nationalmannschaft 68 Tore (Stand: Dezember 2009) und stand im Aufgebot für die Europäische Meisterschaft 2010.